# HD29637
HD29637 — хімічно пекулярна зоря спектрального класу A3, що має видиму зоряну величину в смузі V приблизно  7,9.
Вона  розташована на відстані близько 439,0 світлових років від Сонця.